# Tetraommatus fragilis
Tetraommatus fragilis är en skalbaggsart som beskrevs av Holzschuh 1984. Tetraommatus fragilis ingår i släktet Tetraommatus och familjen långhorningar.
Artens utbredningsområde är Nepal. Inga underarter finns listade i Catalogue of Life.